# Thomas Helveg
Thomas Lund Helveg (Odense, 24 de junho de 1971) é um ex-futebolista profisional dinamarquês, que atuava como defensor.

## Carreira

### OB
Helveg começou atuando nas categoria de base, do clube local OB Odense. Se profissionalizou em 1989, atuando na liga dinamarquesa por cinco temporadas no time do OB. Atuou em 103 jogos no clube, e em 1994, foi transferido para a equipe da Udinese.

### Udinese
No verão europeu de 1994, Helveg desembarca em Udine, Friuli, para a então prestigiada Serie A italiana. No clube alvi-negro Helveg tem um crescimento no seu futebol que o leva a Seleção Dinamarquesa de Futebol, por suas boas atuações. No clube disputou mais de 140 partidas, em quatro temporadas, até o interesse do poderoso AC Milan, que o contrata em 1998.

### AC Milan
Antes da Copa do Mundo de 1998, Helveg foi transferido para o clube milanês, num acordo de £6 milhões de liras, que o fez ser o futebolista mais caro dinamarquês até então. A mudança foi fácil pois junto estava o conhecido treinador da Udinese, Alberto Zaccheroni e o parceiro alemão do ex-clube, Oliver Bierhoff. O trio foi de sucesso, ganhando o Scudetto, em 1998–99.

## Seleção
Thomas Helveg representou a Seleção Dinamarquesa de Futebol nas Olimpíadas de 1992., e jogou as Copas de 1998 e 2002 e três Eurocopas: 1996, 2000 e 2004.

## Títulos

### Clubes
OB
- Danish 1st Division: 1989
- Danish Cup: 1990–91, 1992–93, 2006–07

A.C. Milan
- Serie A: 1998–99
- Coppa Italia: 2002–03
- UEFA Champions League: 2002–03

### Individual
- Futebolista Dinamarquês do Ano: 1994